# Florence Ashton Marshall
Florence Ashton Marshall, née le 30 mars 1843 à Rome et morte le 5 mars 1922, est une compositrice, écrivaine et cheffe d'orchestre anglaise.     

## Biographie
Florence Ashton Marshall naît le 30 mars 1843 à Rome, en Italie, fille du vicaire Thomas chanoine de All Hallows Barking. 
Elle étudie la musique à la Royal Academy of Music avec William Sterndale Bennett, John Goss (en) et GA Macfarren . 
Elle épouse Julian Marshall (en), homme d'affaires, écrivain et collectionneur de musique, le 7 octobre 1864 ; ils auront trois filles. Comme son mari, elle a contribué, à une moindre échelle, au Grove Dictionary of Music and Musicians. Certains de ses articles sont restés inchangés dans la cinquième édition. 
Florence Ashton Marshall est élue associée de la Royal Philharmonic Society et a dirigé le South Hampstead Orchestra. L'orchestre était assez grand pour interpréter une symphonie Brahms sous sa direction ainsi qu'un concerto pour violon de Saint-Saëns avec Mischa Elman en tant que soliste. Elle et son mari sont membres fondateurs de la Royal Musical Association.  
Marshall meurt en 1922. La dernière collection de son mari est vendue cette année-là.

## Œuvres
Florence Marshall a composé des chansons solo, des parties de chanson, des pièces éducatives et des opérettes. Parmi ses œuvres, on trouve : 
- The Masked Shepherd, opérette (1879)
- Prince Sprite, fairy operetta (1897)